# كريستيان بريندن
كريستيان بريندن (بالنرويجية البوكمول: Kristian Brenden)‏ هو متزلج قفز نرويجي، ولد في 12 يونيو 1976 في ليلهامر في النرويج.

## وصلات خارجية
- كريستيان بريندن على موقع الاتحاد الدولي للتزلج (القفز التزلجي) (الإنجليزية)
- كريستيان بريندن على موقع أوليمبيديا (الإنجليزية)